# 南垣州
南垣州，南北朝时北魏、东魏设立的州，约在今山西省长治市武乡县。
北魏末年在乡县涅城（今山西省武乡县东十里故县乡）置南垣州。东魏沿置，辖境相当今山西省武乡县、榆社县、左权县等地。后改为丰州。北齐大宁元年（561年）十一月，以丰州刺史娄睿为司空，随后，丰州改名戎州，北周灭北齐后，废除戎州，恢复乡郡。